# Pułki piechoty francuskiej

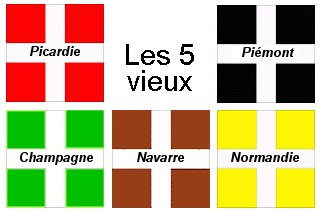
Couleurs des 5 vieux

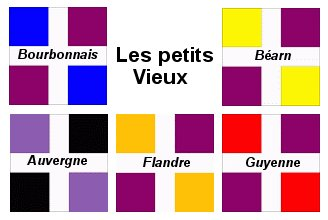
Couleurs des petits vieux

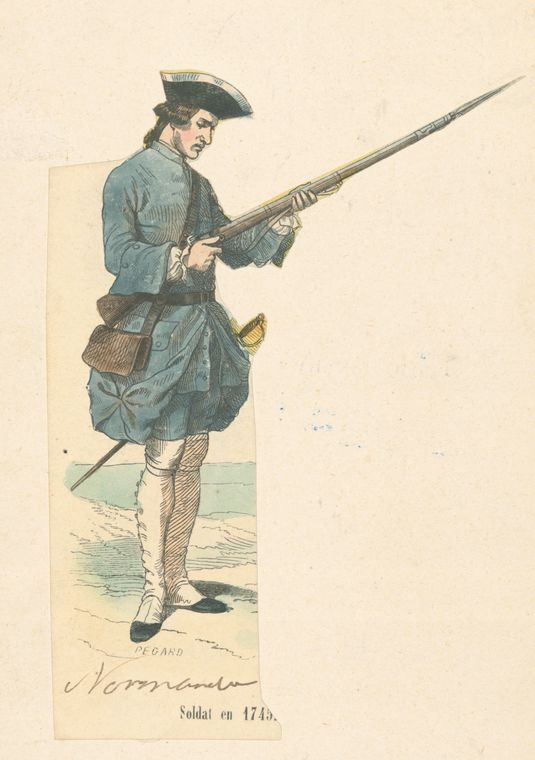
Piechur francuski, 1745

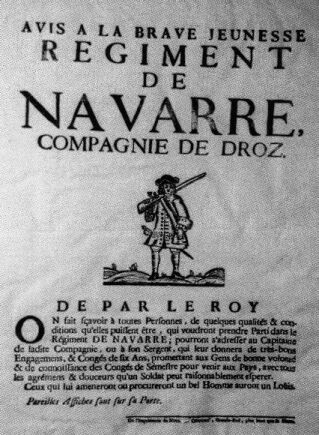
Afisz rekrutacji z Nawarry (XVIII w.)

Francuskie pułki piechoty - przez cały okres panowania Ludwika XIV (1643–1715) armia francuska była najpotężniejsza w Europie. W 1700 liczyła ona 200.000 żołnierzy piechoty liniowej, do której w razie potrzeby mogła dołączyć milicja licząca około 60.000 żołnierzy. Regent Filip II Burbon-Orleański zmniejszył liczbę żołnierzy o 26.000 żołnierzy w ramach oszczędności państwowych. Za Ludwika XV Francja miała do dyspozycji około 150.000 żołnierzy. Było to nadal bardzo dużo, jedynie Imperium Habsburgów w XVIII wieku dysponowało większą armią.
Żołnierze francuscy zazwyczaj nosili mundury koloru białego lub jasnoszarego, jak to było wówczas przyjęte w monarchiach katolickich, jednak liczne protestanckie pułki cudzoziemskie (Szwajcarzy, Irlandczycy, Niemcy) używały mundurów niebieskich (jak protestancka Szwecja lub Prusy) lub czerwonych (jak protestancka Wielka Brytania). 
Żołnierze francuscy byli zazwyczaj bardzo dobrze uzbrojeni, a armia była chlubą królestwa. W bitwie pod Dettingen (1743) okazało się jednak, że żołnierze wielu pułków strzelają i ładują broń o wiele wolniej (2x minutę) niż ich brytyjscy przeciwnicy (3-4x minutę).  
W przeddzień wybuchu rewolucji armia francuska liczyła 170 tysięcy żołnierzy i oficerów, zajmując pod tym względem czwarte miejsce w Europie, po siłach zbrojnych Rosji, Austrii i Prus. Wojska liniowe (les troupes reglés) liczyły 102 pułki piechoty i 61 pułków kawalerii. Każdy regiment pieszy składał się z dwóch batalionów. Istniało także 12 samodzielnych batalionów strzelców pieszych i 6 pułków piechoty kolonialnej. Łącznie piechota liczyła 113 tysięcy żołnierzy. Kawalerię tworzyło 18 pułków dragońskich, 6 huzarskich i 12 szaserskich. Łącznie kawaleria liczyła 32 tysiące żołnierzy. Do tego dochodzili żołnierze z Królewskiego Korpusu Wojsk Inżynieryjnych, żandarmi i służby pomocnicze.  Artyleria tworzyła pułk piechoty i formalnie nie stanowiła odrębnego rodzaju broni. Rekrutacja do armii królewskiej odbywała się poprzez ochotniczy zaciąg.  Służba trwała 4 lata w piechocie, a 8 lat w kawalerii. Kadrę oficerską zapewniała Szkoła Wojskowa (École Militaire). 
Stopnie oficerskie zarezerwowane były dla szlachty. Przedstawiciel stanu trzeciego mógł najwyżej osiągnąć stopień kaprala. Dalej nie miał dostępu. Nawet gdy posiadł umiejętności i wykazywał się odwagą. Zamożni dowódcy odznaczali się na ogół dużą wiedzą teoretyczną, podróżując w celach wojskowych do Prus, czy tworząc oficerskie kółka edukacyjne. Dyscyplinę utrzymywano za pomocą chłosty czy karceru. Kryzys finansowy państwa francuskiego końca XVIII wieku dotknął również armię. Czasem nie starczało pieniędzy nawet na wyżywienie.
Piechurzy uzbrojeni byli w karabin wzór 1777, dysponując także bagnetem tulejowym. Uzbrojenie kawalerzysty stanowiła szabla bądź pałasz. Dragoni i szaserzy dysponowali również karabinkiem wzór 1786, a huzarzy pistoletem. Oficerowie uzbrojeni byli najczęściej w szpadę i parę pistoletów. Od roku 1786 piechota liniowa nosiła białe mundury i dwurożne kapelusze z czarnego filcu. Strzelcy piesi przywdziali mundury zielone, a żołnierze Domu Królewskiego zatrzymali błękitne mundury i trójgraniaste kapelusze. Żołnierze pułków szwajcarskich byli odziani w mundury czerwone, a żołnierze pułków niemieckich w granatowe. Dragoni nosili mundury zielone (spodnie białe), szaserzy błękitne, a huzarzy (niektóre regimenty posiadały inne kolory) białe (spodnie błękitne). Każdy żołnierz był zobowiązany nosić przyczepioną do kapelusza białą kokardę – symbol Burbonów.
Rewolucja francuska przyjęła zmianę nazewnictwa pułków; nie nadawano już im nazw od ziem, na których przeprowadzano rekrutacje, lecz numerowano je.

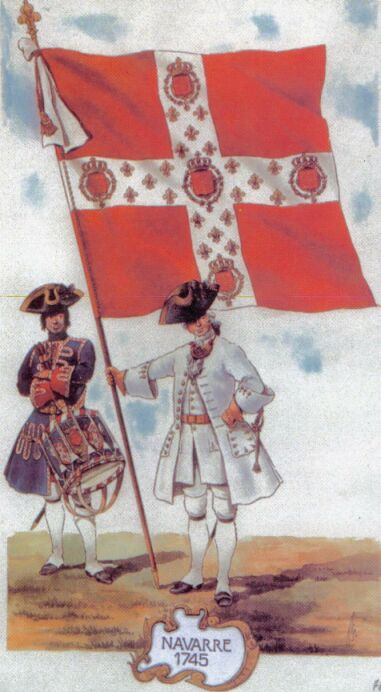
Dobosz i chorąży Pułku Nawarry, 1745

## Pułk Pikardii
"Banda Pikardyjska" to najstarszy regiment w Europie. Utworzono go w 1479 lub 1480. Między 1560 a 1585 zwany Régiment de Picardie. W roku 1780 nazwę zmieniono na Régiment Colonel-Général, a w 1791 na 1 Pułk Piechoty. Dziś jest to 1 Pułk Piechoty Liniowej.
Oddział ten brał udział w wielu ważnych bitwach, takich jak bitwa pod Rocroi (1643). W XVIII wieku żołnierze tego pułku walczyli m.in. pod San Pietro (1734) i pod Guastallą. W 1756 roku pułk stacjonował w Dunkierce, w następnym stanowił część armii marszałka d'Estrée, a w 1758-1759 „Armii Hanoweru” (l'armée du Hanovre) dokonującej inwazji na Elektorat Hanoweru.

## Pułk Piemontu
Utworzony w 1569 jako Régiment de Brissac, od 1585 Régiment de Piémont, a od 1791 3 Pułk Piechoty Liniowej.

## Pułk Blaisois
W 1776 dwa bataliony z Régiment de Piémont utworzyły Régiment de Blaisois. Od Rewolucji jest to 4 Pułk Piechoty Liniowej.

## Pułk Nawarry
Stworzony w roku 1558, nazwę Regimentu Nawarry (Régiment de Navarre) przyjął w 1594. Najsłynniejszym dowódca tego pułku w XVIII wieku był Charles de Montesson (zm. 1758). Żołnierze tego pułku uczestniczyli w wielu wielkich bitwach tego stulecia (bitwa pod Blenheim (1704), bitwa pod Malplaquet (1709), bitwa pod Dettingen (1743, bitwa pod Hastenbeck (1757).

## Pułk d’Armagnac
W 1776 dwa bataliony z Régiment de Navarre utworzyły Régiment de Blaisois. Od Rewolucji Francuskiej jest to 6 Pułk Piechoty Liniowej.

## Pułk Szampanii
Regiment ten utworzono w 1569 z czterech kompanii Straży Królewskiej. Od 1585 roku, do Rewolucji (1791) zwany był Regimentem Szampanii Régiment de Champagne. Był to jeden z najlepszych regimentów w armii. W 1789 walczył o wyspę Martynika, po czym został skierowany do pomocy amerykańskim rewolucjonistom. Żołnierze pułku uczestniczyli w bitwie pod Savannah, po czym powrócili do Bordeaux w 1783. W 1792 jego dowódcą został Jean Anne de la Barthe de Giscard.

## Pułk Poitou
Regiment ten został stworzony już w 1616 i nosił, aż do 1682 nazwę Pułku d'Hostel, ponieważ powstał jako oddział prywatny hrabiego d'Hostel - pierwszego pułkownika dowodzącego oddziałem. W 1672 zmienił nazwę na Pułk Poiteau, ponieważ z tej prowincji pochodzili żołnierze. Gdy toczyła się wojna siedmioletnia (1756-1763) dowodził nim François Broglie, hrabia de Revel, lecz gdy został on śmiertelnie raniony w bitwie pod Rossbach w 1757 roku zastąpił go Louis-Cesar Renaud (1735-1791). 

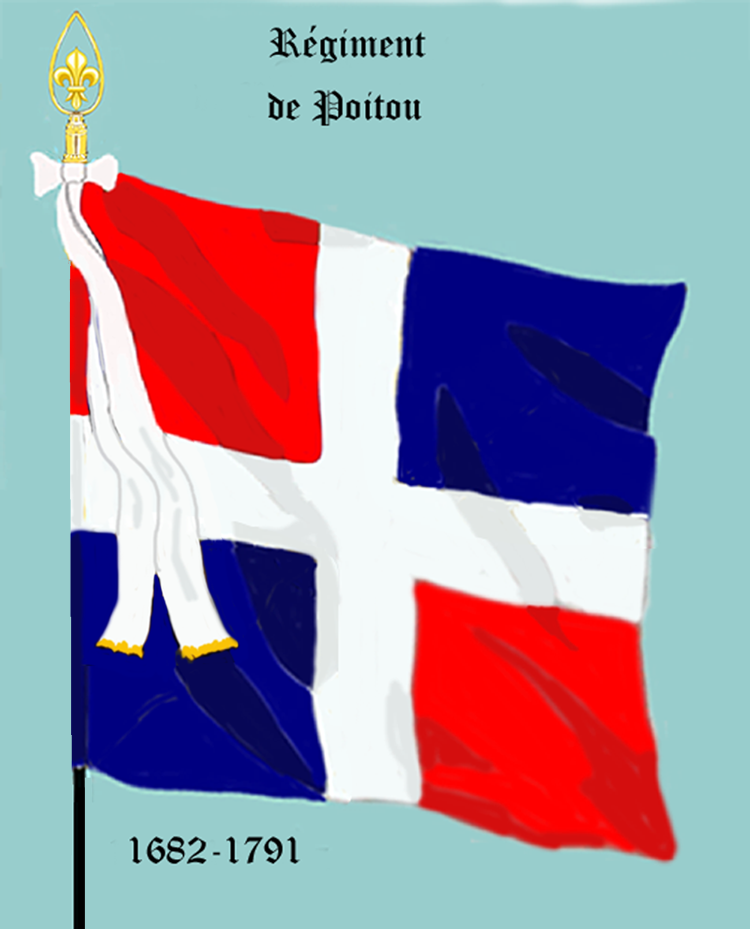
Sztandar Pułku Poitou

W styczniu 1757 pułk stał w garnizonie Béthune. W marcu 1757 został skierowany do Brukseli, a potem do Stokkem, by dołączyć do armii marsz. ks. Soubise. Po bitwie pod Rossbach, Louis-Cesar Renaud skierował swój oddział do Francji. 
W 1761 pułk znów walczył w Niemczech pod Soubise'm. 15 lipca 1761 uczestniczył w bitwie pod Villingshausen, w czerwcu 1762 w walkach o Grebenstein, a 20 września w oblężeniu Ameneburga.
Pułk Poiteau był pułkiem dwubatalionowym. Umundurowanie nie odbiegało od standardów francuskiej armii. Mundur był biały, wyłogi, kamizela i kołnierzyk błękitne, a guziki białe. Czarny trójrożny kapelusz był obszyty złotą nicią.

## Pułk Austrazji
Régiment d'Austrasie został utworzony w kwietniu-maju 1776 z dwóch batalionów Régiment de Champagne. Dziś jest to 8 Pułk Piechoty Liniowej.

## Pułk Normandii

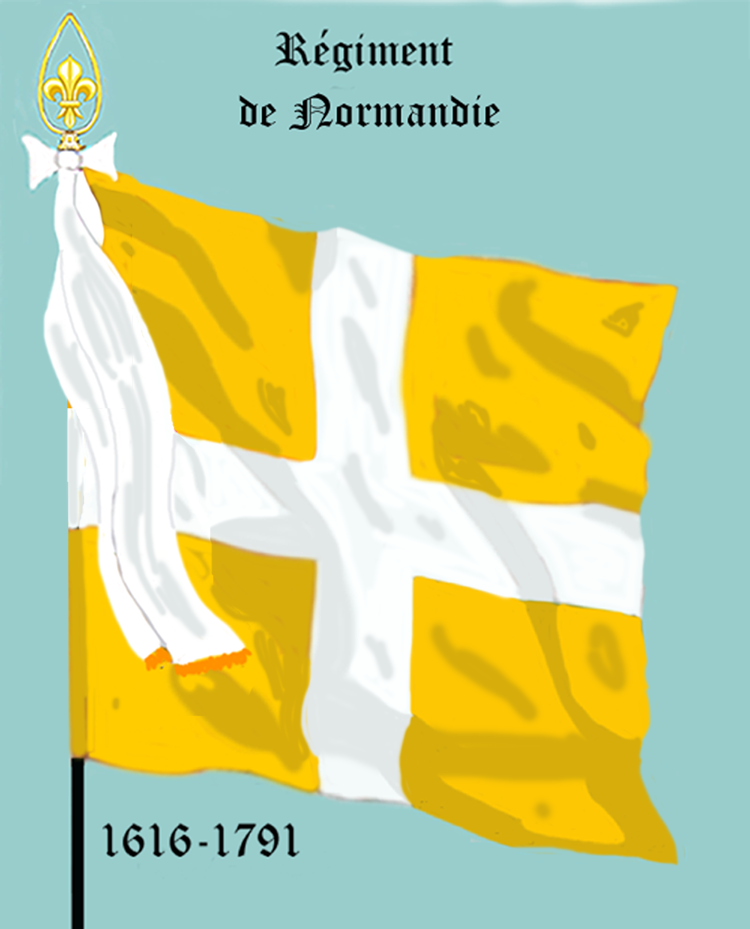
Sztandar Pułku Normandii

Régiment de Normandie został stworzony w 1616. Pierwszym jego dowódcą był faworyt Marii Medycejskiej Concino Concini. W 1776 I i III batalion utworzyły nowy Régiment de Neustrie. Régiment de Normandie służył na wielu polach walki. Z bitew, w których brał udział, najważniejszą była bitwa pod Fontenoy (1745). 
Od 1717 pułkiem dowodził Philippe Charles de La Fare (przyszły marszałek Francji). Po jego śmierci w 1752 dowództwo przejął Louis Nicolas de Péruse, markiz d'Escars (1743-1762), a potem Louis de Chastenet, hrabia de Puységur (do 1792).
Dzisiaj to 9 Pułk Piechoty Liniowej.

## Pułk piechoty morskiej
Istniał od 1621 pod nazwą ompagnie Franches d'Infanterie de Marine. Kardynał Richelieu zmienił w 1635 strukturę pułku i odtąd nazywano oddział Régiment Cardinal-Duc, jednak już w rok potem nazwano go Pułkiem piechoty morskiej (Régiment de La Marine). Żołnierze pułku walczyli po Hastenbech i zdobywali Hanower. Pod Rossbach nie walczyli, ale za to osłaniali odwrót. W 1776 dwa wzięte zeń bataliony utworzyły Régiment d'Auxerrois. Dziś Régiment de La Marine to 11 Pułk Piechoty Liniowej.

## Pułk Royal

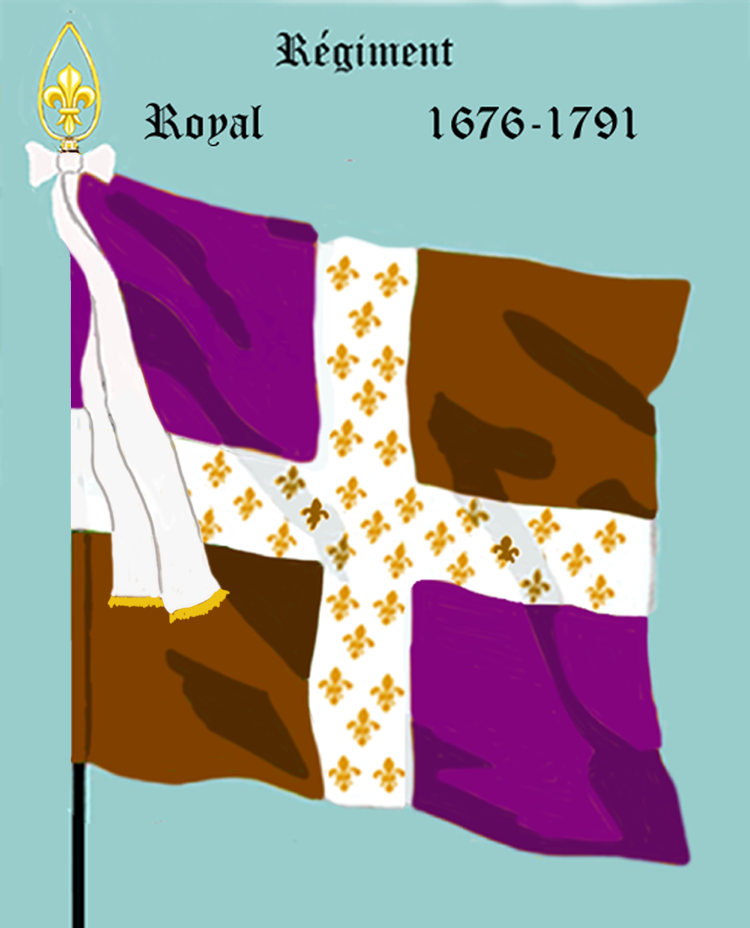
Sztandar Pułku Royal

Regiment ten utworzono w 1644 dla Gastona, księcia Orleanu. Początkowo więc nazywano go  regiment d' Altesse (Pułk Jego Wysokości). W 1660 roku połączono go z régiment Royal, utworzonym w 1656. Do 1763 miał 2 bataliony, po 1763 - cztery. Umundurowanie było identyczne jak w Pułku Poiteau, lecz nić, którą obszyte były kapelusze, była srebrna, a guziki przy mundurze białe.
Od października 1746 dowodził nim Louis Félicien de Boffin-Argenson, markiz de Pusigneu, który w roku 1759 został marszałkiem (maréchal de camp), więc Ludwik XV dał mu innego dowódcę, którym został Charles Claude François, markiz du Tillet, dotychczasowy kapitan pułku dragonów (régiment de La Ferronaye). 
9 kwietnia 1756 pułk załadowano w Tulonie na statki, by zawieźć go na wyspę Minorka. 18 kwietnia wylądował w porcie Cuidadella. Żołnierze regimentu rozpoczęli oblężenie fortu Saint Philippe de Mahon. Głównodowodzący książę de Richelieu zdecydował się na atak jednoczesny z wszystkich stron, który rozpoczął się wieczorem 27 maja. Dnia następnego obrońcy skapitulowali. Do końca wojny siedmioletniej żołnierze pozostali na wyspie.

## Pułk Barrois
régiment de Barrois utworzono w 1692.  W 1772 przemianowano go na régiment de Port-au-Prince, a w 1792 na 110 Pułk Piechoty. Dziś istnieje nadal jako 110 Pułk Piechoty Liniowej.

## Ochotnicy królewscy
Regiment ochotników królewskich (Volontaires Royaux) został utworzony w 1745. W 1768 przemianowano go na Legion Królewski (Légion Royale), a w 1776 na Troisième Légion de Volontaires Etrangers de la Marine. Dziś istnieje nadal jako 111 Pułk Piechoty Liniowej.